# Ectoedemia rubivora
Ectoedemia rubivora là một loài bướm đêm thuộc họ Nepticulidae. Nó được tìm thấy ở Fennoscandia to Pyrenees, Ý và Serbia, và from Ireland to central Nga và Ukraina.
Sải cánh dài 4.6–6 mm. Con trưởng thành bay từ tháng 6 đến tháng 7. Có một lứa một năm.
Ấu trùng ăn Rubus arcticus, Rubus caesius, Rubus chamaemorus, Rubus fruticosus và Rubus saxatilis. Chúng ăn lá nơi chúng làm tổ. 